# Glossophaga leachii
Glossophaga leachii — вид родини листконосові (Phyllostomidae), ссавець ряду лиликоподібні (Vespertilioniformes, seu Chiroptera).

## Середовище проживання
Країни поширення: Коста-Рика, Сальвадор, Гватемала, Гондурас, Мексика, Нікарагуа. Мешкає від низин до 2400 м. Цей вид зустрічається в колючих чагарниках, листяних і сосново-дубових лісах, а іноді в вічнозелених лісах і сільськогосподарських районах.

## Звички
Сідала включають печери, будівлі, і водопропускні труби.

## Загрози та охорона
Втрата середовища існування, людиною викликані пожежі, переслідування є локалізованими загрозами. Зустрічаються в природоохоронних районах.